# Sibthorpieae
Sibthorpieae Berth., 1846 è una tribù di piante angiosperme appartenenti alla famiglia delle Plantaginaceae.

## Etimologia
Il nome della tribù deriva dal suo genere tipo Sibthorpia L., 1753 il cui nome è stato dato in ricordo di Humphrey Sibthorp (1713-1797)  professore di botanica all'Università di Oxford. Il nome scientifico della tribù è stato definito dal botanico inglese George Bentham (22 settembre 1800 – 10 settembre 1884) nella pubblicazione "Prodromus Systematis Naturalis Regni Vegetabilis - 10: 189, 424. 8 Apr 1846" del 1846.

## Descrizione

### Portamento
Il portamento delle specie di questa tribù è erbaceo perenne procombente o strisciante; alcune specie sono radicanti ai nodi. L'indumento vari da pubescente a densamente villoso.

### Foglie

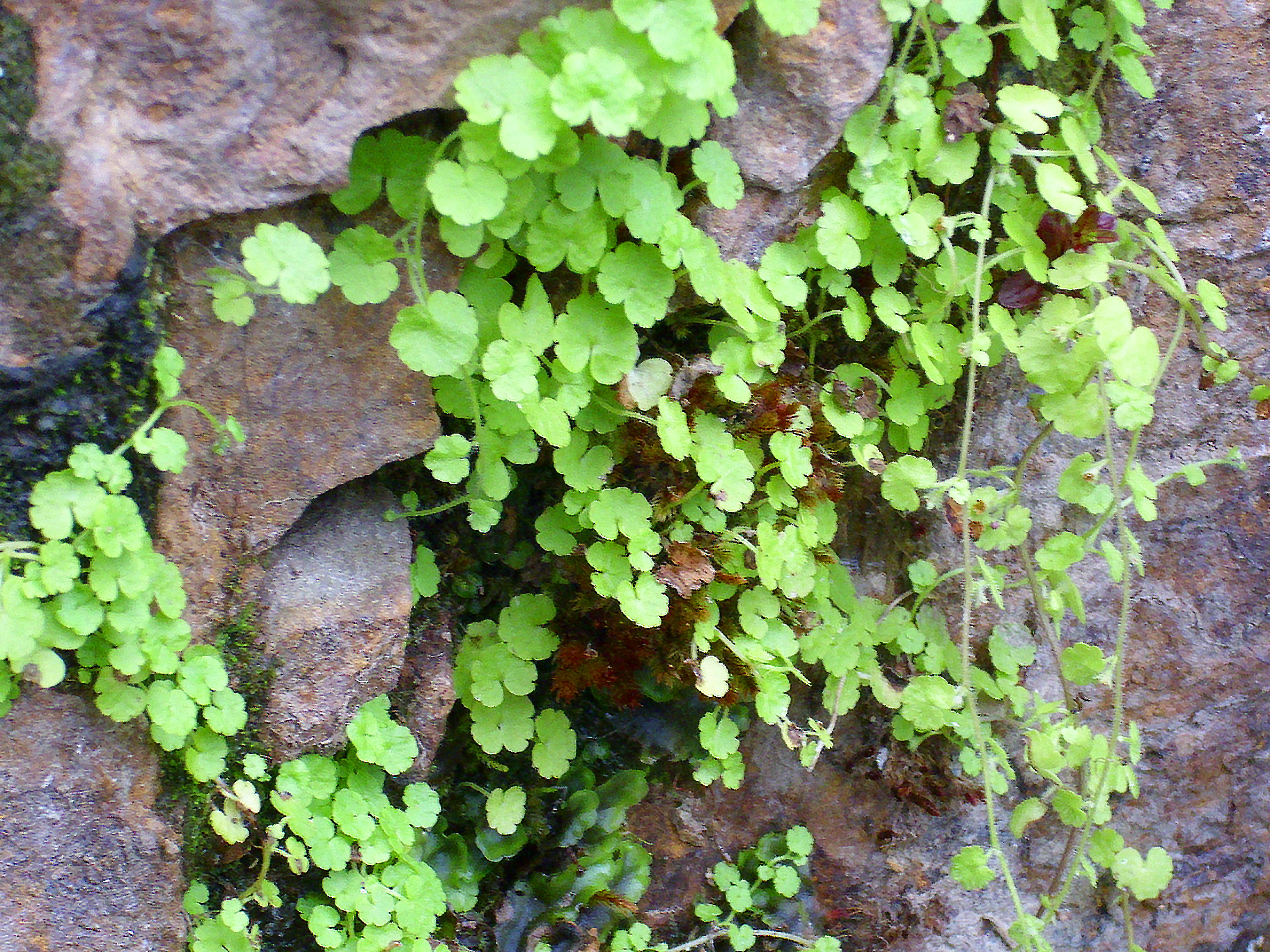
Le foglie
Sibthorpia europaea

Le foglie lungo il caule sono disposte in modo alterno, sono picciolate con forme suborbicolari-renifomi e con bordi da crenati a incisi. In Ellisiophyllum pinnatum le foglie sono pennate con segmenti grossolanamente ottusi-dentati.

### Infiorescenze
Le infiorescenze sono racemose, frondose. I fiori sono distintamente pedicellati. Le bratteole sono presenti.

### Fiori

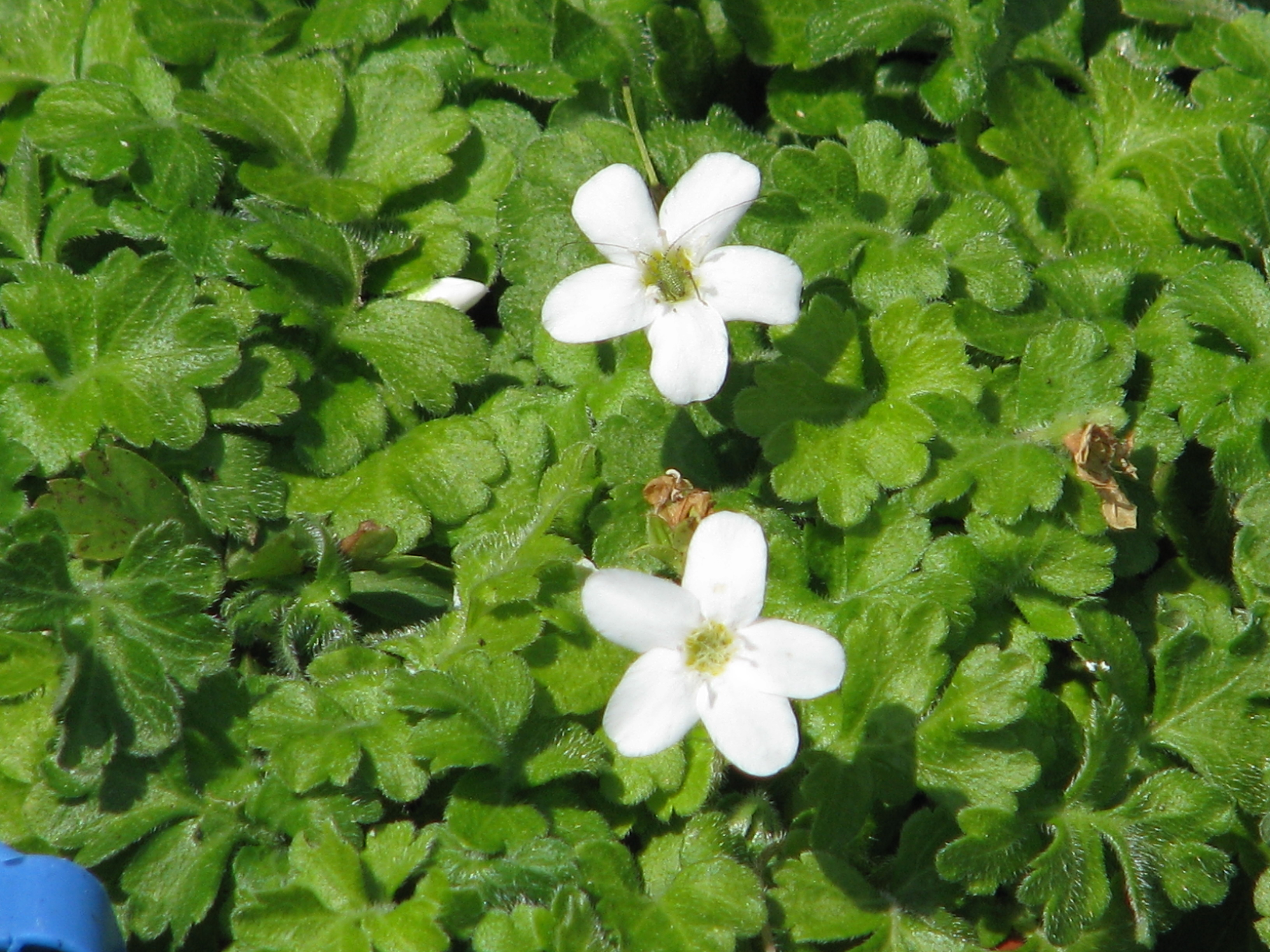
I fiori
Ellisiophyllum pinnatum

I fiori sono ermafroditi, zigomorfi e tetraciclici (ossia formati da 4 verticilli: calice– corolla – androceo – gineceo) e tetrameri (i verticilli del perianzio hanno più o meno 4 elementi ognuno).
- Formula fiorale:

X o * K (4-5), [C (4) o (2+3), A 2+2 o 2], G (2), capsula.
- Il calice, gamosepalo, è da profondamente a metà diviso con 5 - 8 lobi debolmente ineguali.

- La corolla, gamopetala, è formata da un corto tubo ruotato terminante con 5 - 9 lobi. I lobi sono interi, subuguali e con portamento patente. Il colore è bianco con centro giallo.

- L'androceo è formato da 4 stami (talvolta fino a 8) inclusi/sporgenti dal tubo corollino. I filamenti sono adnati alla corolla. Le antere sono sagittate ed hanno due teche separate o contigue.

- Il gineceo è bicarpellare (sincarpico - formato dall'unione di due carpelli connati). L'ovario (biloculare) è supero con forme ovoidi. Gli ovuli per loculo sono da numerosi a pochi (4 per loculo), hanno un solo tegumento e sono tenuinucellati (con la nocella, stadio primordiale dell'ovulo, ridotta a poche cellule).[10]. Lo stilo ha uno stigma capitato o bifido. Il disco nettarifero è presente nella parte inferiore della corolla (sotto l'ovario).

### Frutti
I frutti sono delle capsule compresse a deiscenza loculicida. I semi sono pochi con teste reticolate o lisce.

## Biologia
Le specie di questo raggruppamento si riproducono per impollinazione tramite insetti quali imenotteri, lepidotteri o ditteri (impollinazione entomogama), ovvero tramite il vento (impollinazione anemogama) oppure tramite colibrì (impollinazione ornitogama)..
La dispersione dei semi avviene inizialmente a causa del vento (dispersione anemocora); una volta caduti a terra sono dispersi soprattutto da insetti tipo formiche (mirmecoria).

## Distribuzione e habitat
La distribuzione di queste poche specie è subcosmopolita: dall'America tropicale, alle montagne africane e fino alla Nuova Guinea.

## Tassonomia
La famiglia Plantaginaceae comprende 12 tribù, 105 generi e oltre 1 800 specie.
Storicamente questo gruppo ha fatto parte della famiglia Scrophulariaceae (secondo la classificazione di Cronquist). In seguito è stato descritto anche all'interno della famiglia Veronicaceae (non più in uso). Attualmente la classificazione APG) lo assegna alla famiglia delle Plantaginaceae. Le specie di questo gruppo condividono un particolare sviluppo dell'endosperma non presente in altre specie della famiglia, mancano inoltre degli iridoidi tipici delle Lamiales.

### Generi
La tribù si compone di 2 generi e 6 specie:
- Ellisiophyllum Maxim. (1 sp.)
- Sibthorpia L. (5 spp.)